# Kirche Schönau (Leipzig)

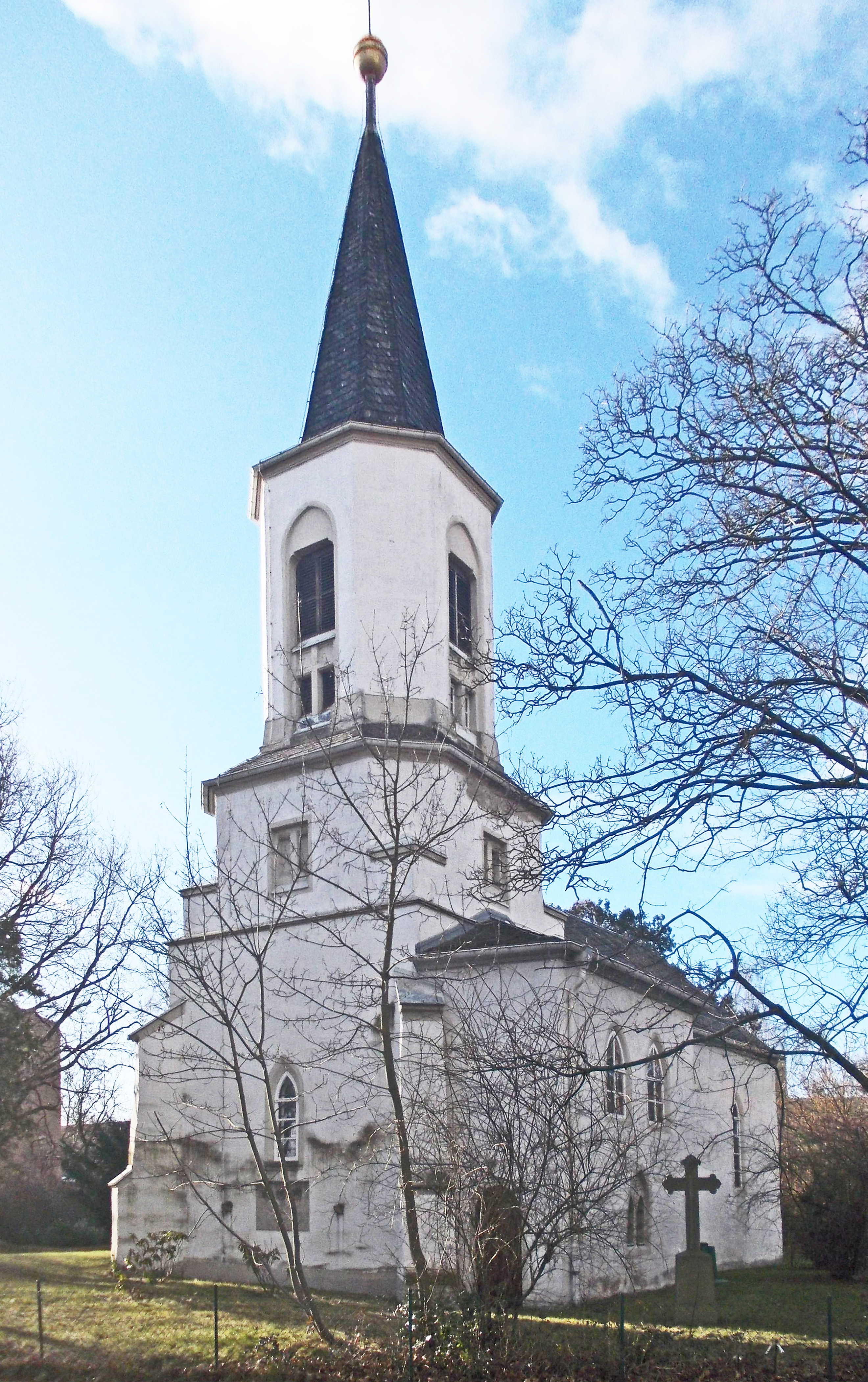
Kirche Schönau (2015)

Die Kirche Schönau, eine frühgotische Chorturmkirche,  ist das Kirchengebäude der Evangelisch-Lutherischen Landeskirche Sachsens im Leipziger Ortsteil Schönau. Sie gehört – zusammen mit der Pauluskirche Grünau – zur Paulus-Kirchgemeinde Grünau und steht unter Denkmalschutz. Sie wird vor allem für kirchenmusikalische Veranstaltungen und für Trauungen genutzt.

## Lage
Die Kirche befand sich ehemals im Zentrum des Sackgassendorfes Schönau, das durch den Bau der Leipziger Großsiedlung Grünau weitgehend verschwunden ist. Heute liegt sie in etwa zwischen den Großblockbauten des Wohnkomplexes WK5.1 im Westen und dem Schönauer Park im Osten. Ihre Adresse lautet Schönauer Straße 245. Der sie umgebende ehemalige Friedhof mit nur noch zwei unter Denkmalschutz stehenden Grabsteinen wird nicht mehr genutzt. Die Kirche ist nicht streng geostet, ihre Achse weicht um etwa 20 Grad nach Norden ab.

## Geschichte

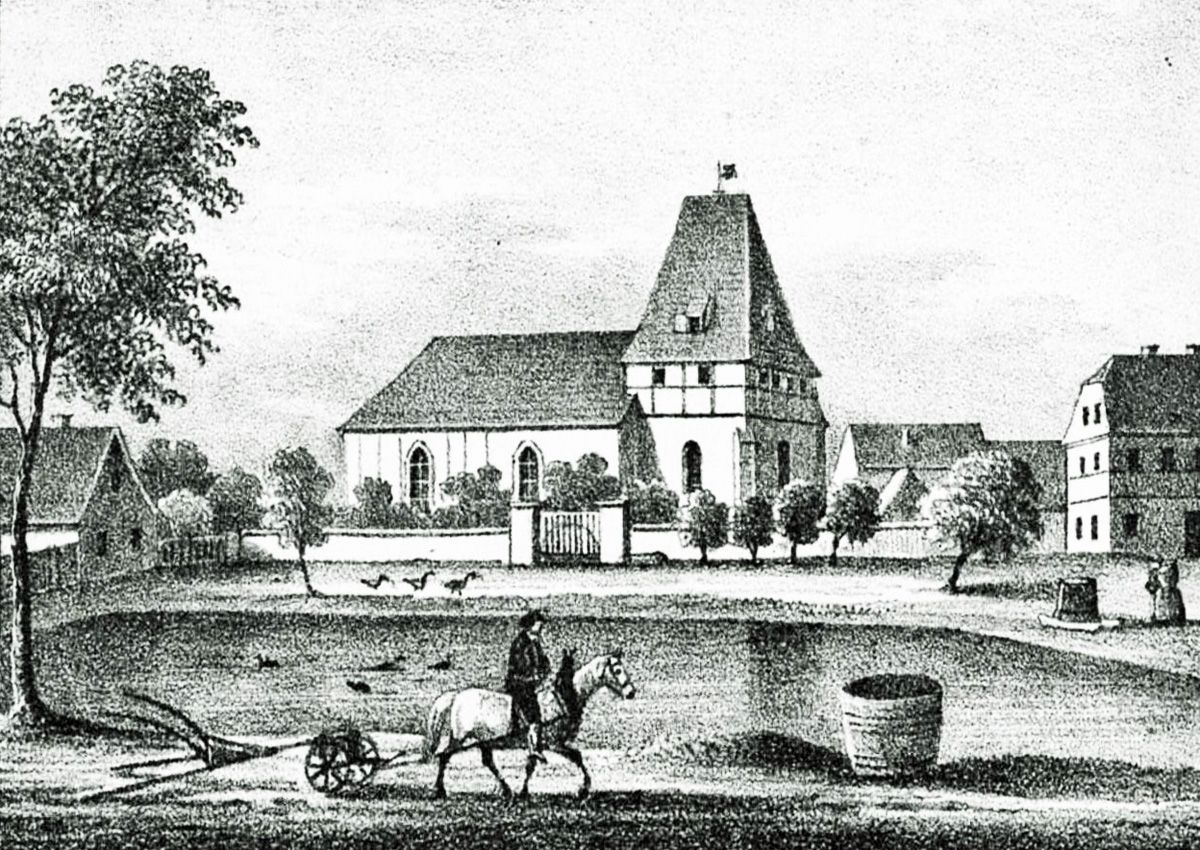
Die Kirche um 1840

Das seit dem 13. Jahrhundert dem Bistum Merseburg gehörende Dorf Schonaw erhielt im 15. Jahrhundert eine Kirche mit einem Chorturm. Eine auf 1458 datierte Glocke gilt als Anhaltspunkt. Die Kirche wurde mehrfach umgebaut.
1543 wurde im Bistum Merseburg und damit auch in Schönau die Reformation eingeführt. Die bis dahin selbstständige Pfarrkirche mit Pfarrei wurde 1562 eine Filialkirche von Leutzsch. 1622 kamen Rittergut und Dorf in den Besitz des Leipziger Bürgermeisters Theodor Möstel (1564–1626 oder 1628), der das Kircheninnere 1624 neugestalten ließ. Es entstanden der Altar mit dem Predellabild, die Kanzel sowie die Empore an der Westseite.
Im Jahr 1875 wurde nach Plänen des Architekten Robert Rost der Kirchturm umgebaut, wobei das Fachwerk im oberen Teil und das steile Walmdach durch einen achteckigen Turmaufbau mit spitzer Haube ersetzt wurden. Die Kosten dafür und für drei neue Glocken übernahm Gutsbesitzer Arminius Müller.
1936 wurde die Kirche instand gesetzt und dabei vier 1875 auf dem Turmschaft um die Spitzhaube angebrachte Ziergiebel beseitigt. Nach einem Brand 1985 erfolgte die jüngste umfassende Sanierung der Kirche, die 1993 abgeschlossen war. Heute gehört die Schönauer Kirche zur Evangelisch-Lutherischen Pauluskirchgemeinde Leipzig-Grünau.

## Architektur

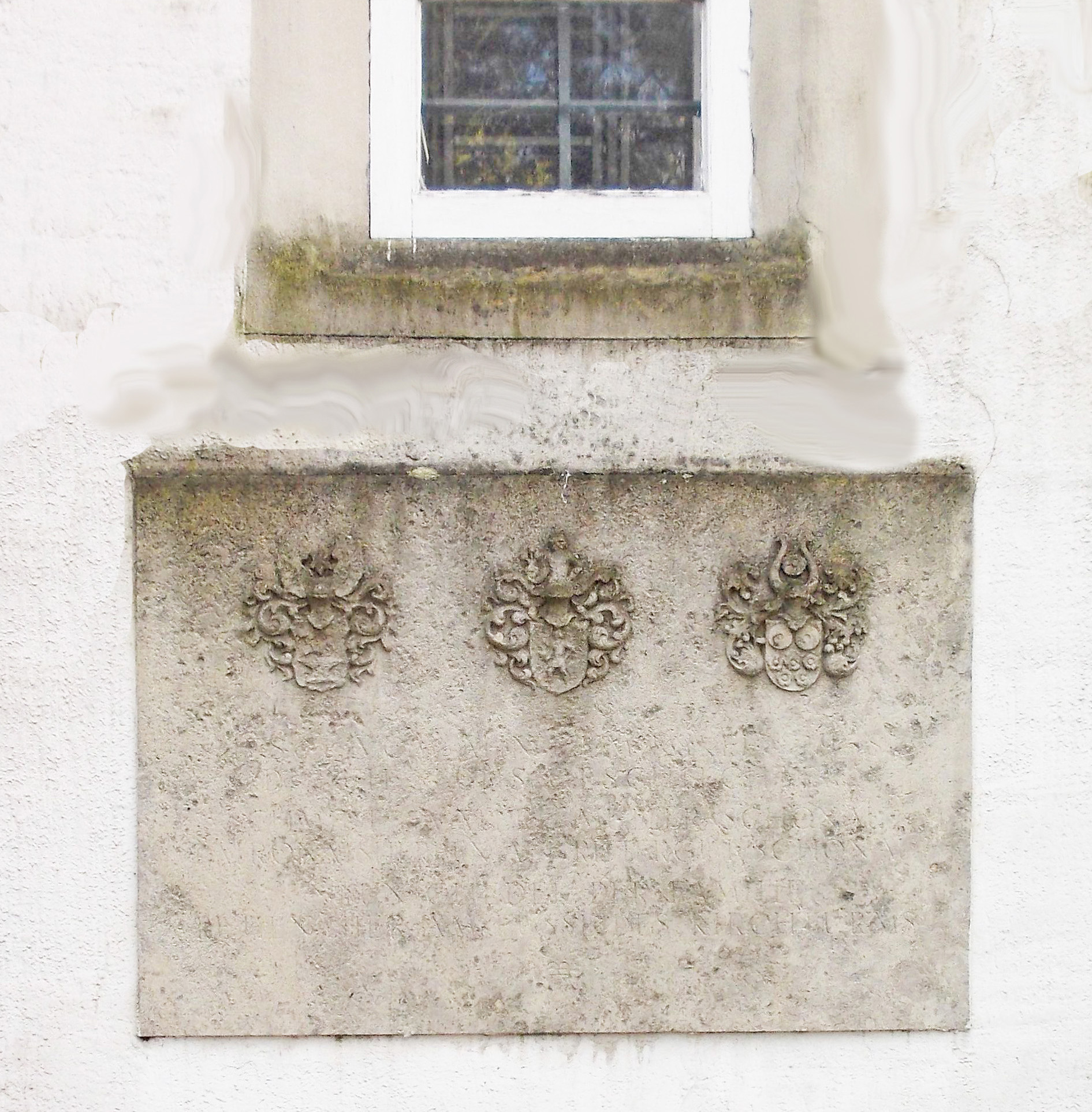
Ehemalige Grabplatte mit Wappen der Familie Schmidt

Die Kirche ist ein verputzter Bau von etwa 18 m Gesamtlänge und 10 m Breite. Der an den Saalbau nach Osten anschließende Turm ist leicht aus der Achse nach Norden gerückt. Er geht aus einem quadratischen Obergeschoss mit abgefasten Ecken verjüngend in einen achteckigen Turmschaft mit verkleideten Schallöffnungen über. Die Turmspitze trägt die Turmkugel mit einem aufgesetzten Kreuz. Das Satteldach des Saalbaus und der Turm sind schiefergedeckt.
An der Ostseite des Turmes befindet sich das Relikt einer Grabplatte mit Wappen von Mitgliedern der Familie Schmidt, Besitzer des Schönauer Rittergutes von 1786 bis 1937.
An der Nordseite des Turmes ist die Sakristei angebaut. Darüber befindet sich die Patronatsloge. Die Zugangspforte zum Kirchensaal ist an der südlichen Längswand. Gotische Merkmale der Kirche sind die schmalen Spitzbogenfenster und die abgetreppten Strebepfeiler an den Turmecken.

## Ausstattung

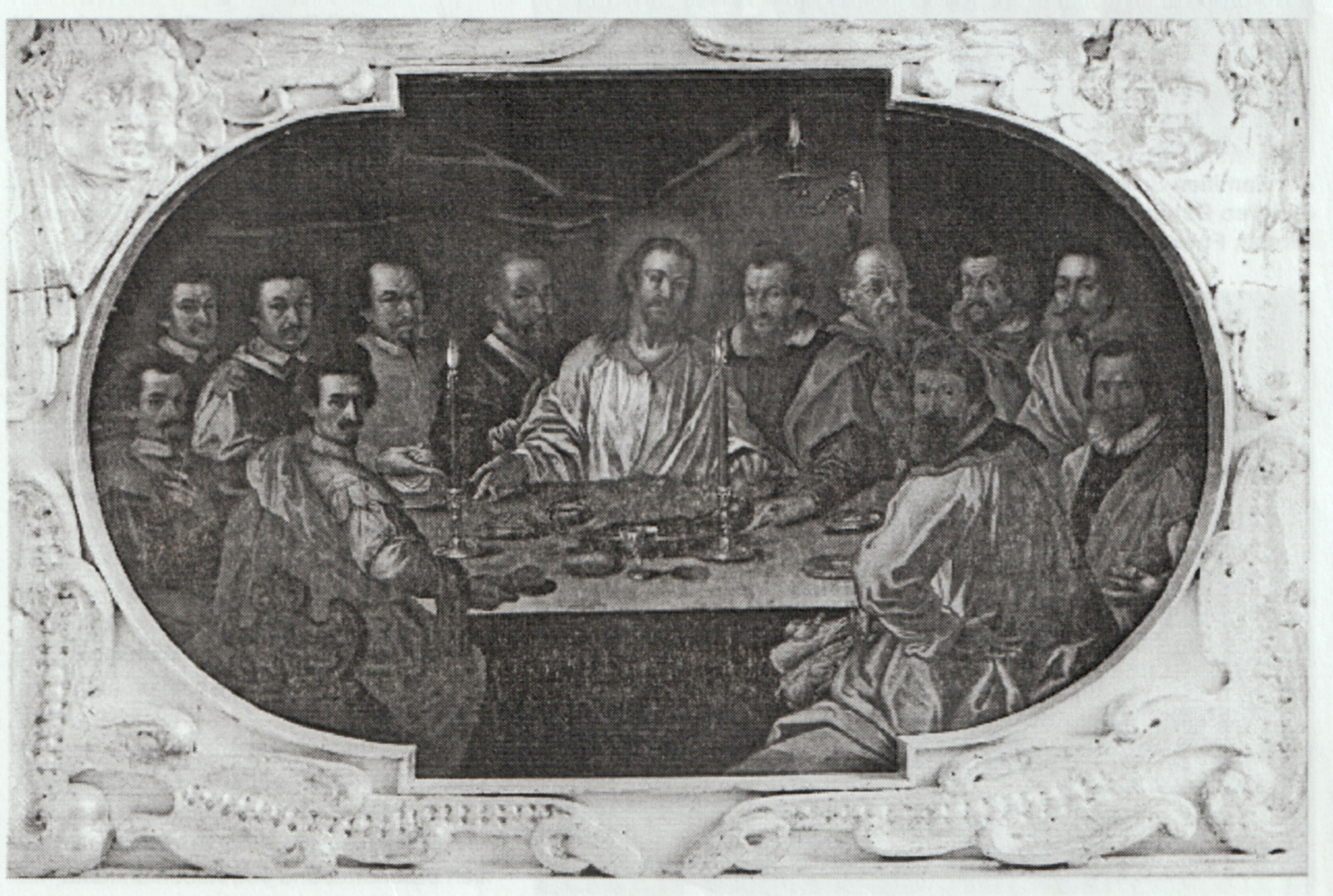
Abendmahlsbild mit Leipziger Ratsherren als Apostel

Die Darstellungen des Altars aus dem 17. Jahrhundert beziehen sich auf das Ostergeschehen. Es sind Reliefschnitzereien aus Holz. In der Mitte ist die Auferstehung Christi dargestellt zwischen Tugenden, die das Gesims tragen, darüber eine Kreuzigungsszene zwischen zwei Putten. Die Predella zeigt das letzte Abendmahl als Ölgemälde auf Holz. Als Apostel sind Leipziger Ratsherren dargestellt, darunter Theodor Möstel, Bürgermeister von Leipzig und Besitzer des Schönauer Rittergutes, der auch das Bild stiftete, sowie Mitglieder seiner Familie. Der Maler war Nikolaus Rosmann.
Die kunstvoll gestaltete Kanzel aus der gleichen Zeit am südöstlichen Chorpfeiler zeigt ebenfalls als Reliefschnitzereien mit Intarsien Christus und die vier Evangelisten. Die Bemalung der Kassettendecke stammt von 1936. Die im gleichen Jahr neu gestaltete Empore am Westgiebel trägt die Orgel.

## Orgel
Die erste Orgel erhielt die Kirche 1843, die jedoch bald zu Klagen Anlass gab und 1877 durch ein Instrument mit zwei Manualen  aus Privatbesitz ersetzt wurde. 1923 wurde eine Orgel aus Rückmarsdorf übernommen, die 1855 in Merseburg gebaut worden war. In der Folge baute sie die Firma Schmeisser aus Rochlitz um.
Die aktuelle Orgel mit zwei Manualen, Pedal und sieben Registern wurde 1955 durch Hermann Eule Orgelbau Bautzen errichtet und 2003 durch Reinalt Johannes Klein, Leipzig, generalüberholt. Sie besitzt folgende Disposition:
| I. Manual |           |     |
| 1.        | Gedackt   | 08′ |
| 2.        | Prinzipal | 02′ |

| II. Manual |           |     |
| 3.         | Quintade  | 08′ |
| 4.         | Rohrflöte | 04′ |
| 5.         | Zimbel    | 01′ |

| Pedal |         |     |
| 6.    | Subbass | 16′ |
| 7.    | Pommer  | 04′ |

- Koppeln: II/I, I/P, II/P

## Pfarrhaus

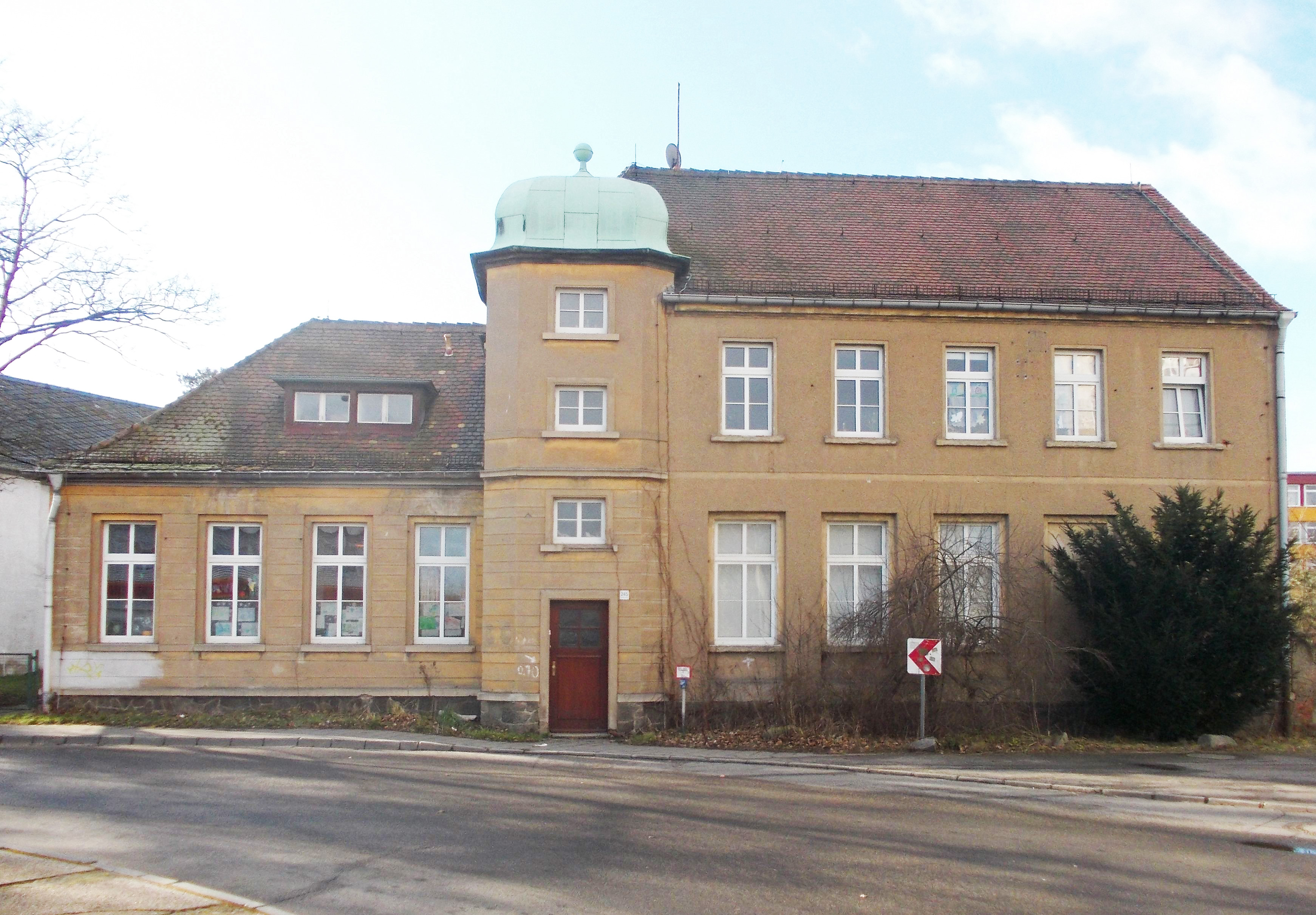
Ehemaliges Pfarrhaus (2015)

Das unmittelbar neben der Kirche gelegene ehemalige Pfarrhaus wurde in der heutigen Form nach mehreren Vorgängern 1888 errichtet. Es ist ein zweigeschossiges Gebäude mit fünf Fensterachsen, einem Satteldach und einem markanten Treppenturm mit einer kupfergedeckten Haube. Zu seiner späteren Nutzung als Schönauer Schule wurde 1934 ein einstöckiger Anbau mit zwei Klassenzimmern angefügt. Heute dient es Wohnzwecken. Es ist eines der letzten erhaltenen Gebäude des Dorfes Schönau und steht unter Denkmalschutz.